# Leucanopsis lurida
Leucanopsis lurida är en fjärilsart som beskrevs av Edwards 1887. Leucanopsis lurida ingår i släktet Leucanopsis och familjen björnspinnare. Inga underarter finns listade i Catalogue of Life.